# البيت الأخير على اليسار (فلم)
البيت الأخير على اليسار (بالإنجليزية: The Last House on the Left) هو فيلم رعب، أنتج عام 1972؛ من تأليف وإخراج ويس كرافن وإنتاج شون كننغهام.
القصة مستوحاة من الفيلم السويدي ربيع العذراء الذي صدر عام 1960 من إخراج إنغمار برغمان. وأعيد إنتاج الفيلم مجدداً عام 2009 بنفس الاسم.
== مسار القصة == يتحدث الفيلم عن فتاتان يتعرفان على شاب ولا يعلمن ان الشاب عائلتة هي مجموعة من المجرمين الذي بالنهاية يقلبنا حياتهن رأسًا على عقب

## وصلات خارجية
- مقالات تستعمل روابط فنية بلا صلة مع ويكي بيانات